# Boucherie Saint-Louis
Pour les articles homonymes, voir Boucherie (homonymie).
La boucherie Saint-Louis est une boucherie située à Autun dans le département français de Saône-et-Loire, au 29 rue Guérin. Elle présente une façade Art nouveau, inscrite aux monuments historiques en 1995.

## Historique
La boucherie est édifiée entre la fin du XIXe siècle et le début du XXe siècle. Les fondeurs ont laissés une plaque avec l'inscription : « Jules Mareschale et G. Petitdidier, 185 rue d'Allemagne Paris. »
Sa façade fait l'objet d'une inscription au titre des monuments historiques depuis le 4 août 1995. La boucherie est labellisée « Patrimoine du XXe siècle ».

## Description
La boucherie présente une façade typique de 1900, avec une structure en fonte composée de panneaux de marbre et de peintures fixées sous verre, aux couleurs noir, bleu et or. Elle est surmontée d'un lambrequin de zinc. Les peintures représentent des iris bleues, situées au-dessus de sculptures de bovins moulées et dorées. Quelques crochets en dent de loup, qui servaient à suspendre la viande à l'extérieur, subsistent encore.